# Русини (етнографічна група)
Руси́ни (русин. Русины, Руснакы) — етнонім, який вживають для національної самоідентифікації окремі групи нащадків українців-русинів Австро-Угорської імперії. Люди, які самоідентифікуються як русини, проживають переважно на сході Словаччини, в Сербській Воєводині, Хорватії, Закарпатській області України та на крайньому південному заході Польщі, а після еміграції у XVIII—XX століттях також у США та Канаді. На кінець XX — початок XXI століття ідеологи політичного русинського руху зараховують до русинів усіх українців Закарпаття й Лемківщини та їхніх нащадків незалежно від їхньої самоідентифікації й рідної мови. Сучасний етнонім «русини» не слід плутати з колишньою самоназвою українців (див. Русини), які означають два різні визначення.
Чіткого загальновизнаного тлумачення сучасного етноніму русини не існує, це питання контраверсійне, навіть кровні родичі однієї родини одночасно можуть ідентифікувати себе як із русинами (руснаками), так і з лемками (українським/русинським субетносом), українцями взагалі, словаками, поляками.
Терміни «угроруси» та «русини» використовувалися владою Угорщини під час Австро-угорської імперії і в часи гортистсьскої окупації Карпат, а другий — також чеською владою до 1945 р. з метою відокремлення носіїв цієї групи діалектів від решти українців.
Науковці відносять сучасних русинів як до етнографічної групи українців (наприклад, редакція Енциклопедії українознавства, Май Панчук, Василь Балушок тощо), так і до окремого етносу (наприклад, Пол Роберт Магочі).
Тема русинства загалом та його політичного чинника зокрема є предметом численних наукових розвідок вітчизняних та зарубіжних дослідників. Вона характеризується полярністю та гострою полемічністю дискурсу довкола визначення статусности русинської спільноти. Олег Баган, Любомир Белей, Микола Вегеш, Степан Віднянський, Михайло Зан, Валентин Крисаченко, Олександр Майборода, Олекса Мишанич, Микола Мушинка, Роман Офіцинський, Май Панчук, Михайло Тиводар, Надія Кічера, Пйотр Жоховський, Т. Іванський та інші при аналізі проблем формування української політичної нації та державності аргументовано доводять, що русини в сучасному сенсі слова — це самоназва трьох етнографічних груп українців: лемків, бойків та долинян і субетносу — гуцулів. Частина інтелігенції Пряшівщини з кінця 1980-их рр. вживає терміни русин-українець й русько-український, не заперечуючи ані ендоетноніму русин, ані приналежности русинів до української нації (така ж ситуація існувала в Галичині кінця XIX—початку XX століття).
Провідним теоретиком русинського питання й автором багатьох наукових творів є голова українських досліджень Торонтського університету професор Пол (Павло) Роберт Маґочі. Прибічники політичного русинства, зокрема, Євген Жупан, П. Р. Маґочі, Іван Мигович, М. Завадяк, І. Поп, Пол Бест, ставлячи за мету формування русинської адміністративно-територіальної автономії на Закарпатті, відкидають аргументацію української академічної науки, апелюють до практики визнання русинів окремою національністю в деяких сусідніх з Україною країнах, наполягають на необхідності подібного кроку з боку офіційного Києва. На тлі російської агресії в Україні кремлівська пропаганда продовжує загострювати ситуацію навколо русинського питання в Закарпатській області.
На думку професора Любомира Белея, термін «русин», який є історичною самоназвою всіх без винятку етнографічних груп українців, треба заборонити використовувати в значенні «неукраїнець».

## Чисельність
Україна офіційно не визнає окремої національності чи етносу «русин». Однак громадянам не заборонено вважати себе кимось іншим, ніж вони є за походженням. За результатами Всеукраїнського перепису населення 2001 року лише 10 183 мешканці Закарпатської області (0,8 % населення області) заявило про свою належність до русинів, тобто ті, хто асоціює себе з русинами, є найменш численною громадою українців Закарпаття. Перепис 2001 року у Словаччині зафіксував 24 201 русина, перепис 2002 року у Воєводині — 15 626 русинів, перепис 2001 року в Угорщині — 2 079.

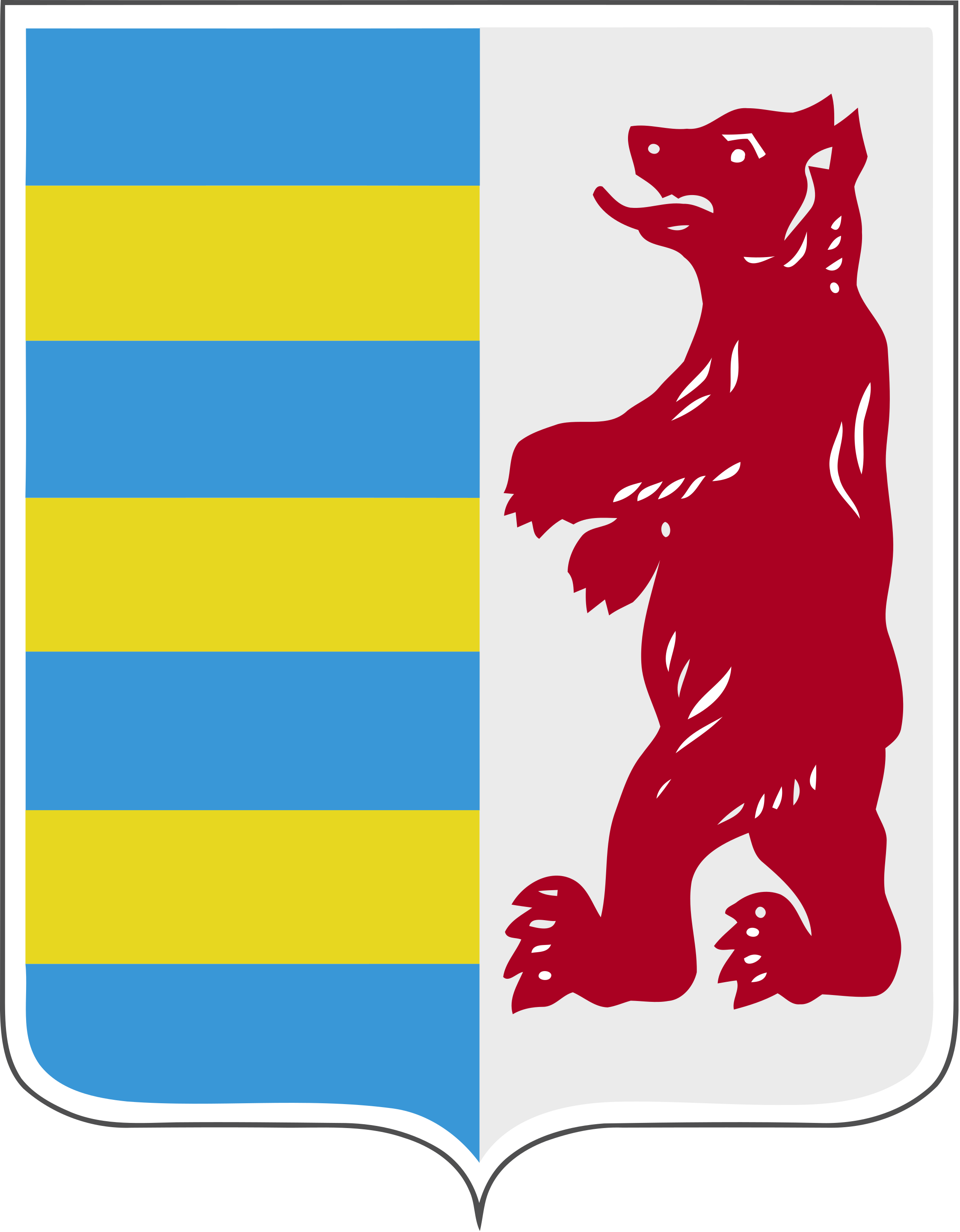
Герб русинів

Дійшло до курйозів, коли 1992 року з популістичних міркувань Закарпатська обласна рада оголосила очевидне: «кожен житель Закарпатської області має право вільно визначатися, українець він чи русин». На початку 90-х років київські науковці за дорученням уряду проводили соціологічне опитування у Закарпатті і зафіксували 40 русинів. У 1993 році русинів було 55, а в 1994-му — 96.

## Сучасні русини

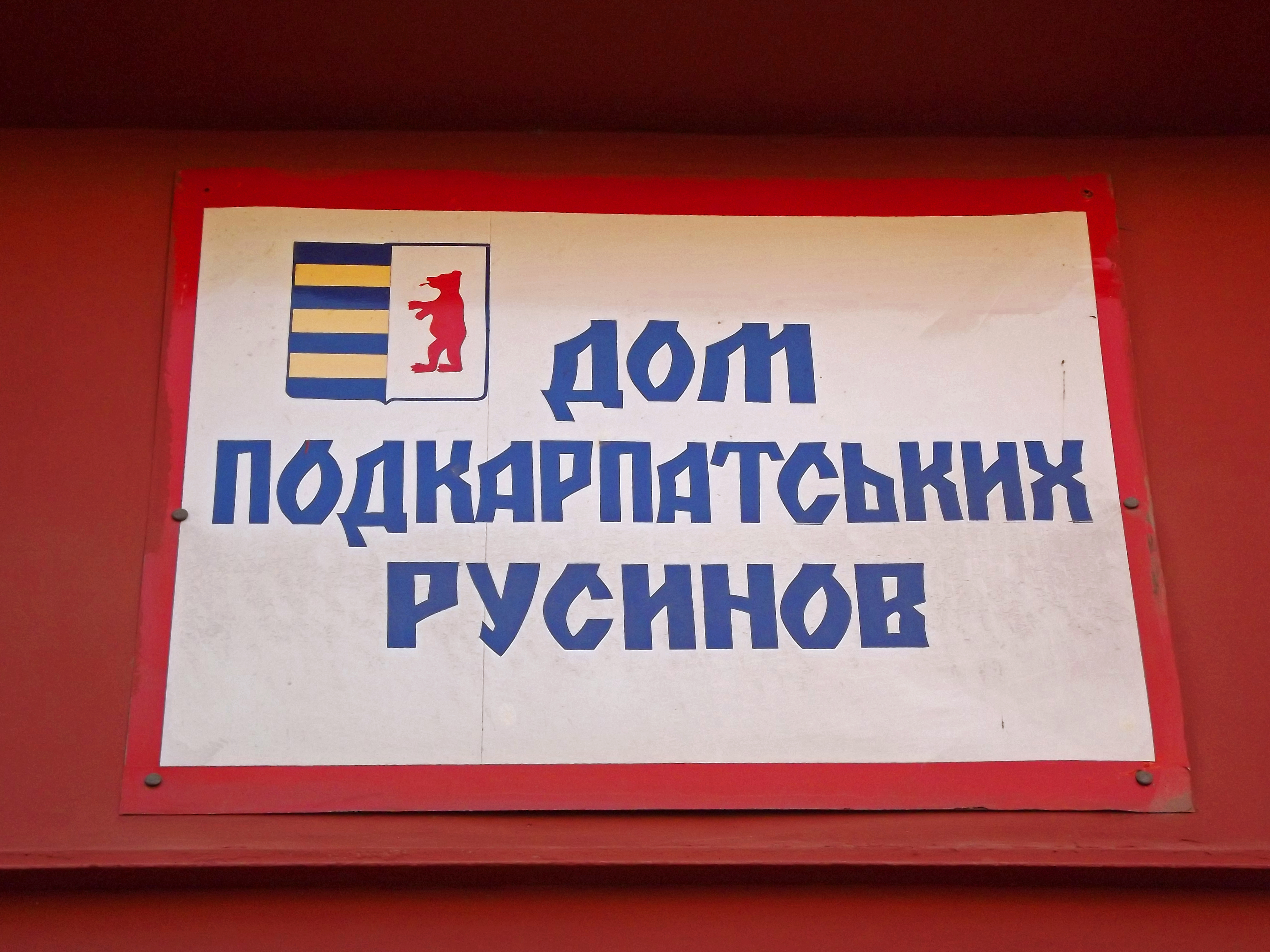
Табличка на Будинку підкарпатських русинів у Мукачеві

### Україна

Кількість русинів у регіонах України за даними перепису 2001 року

Частка русинів у населенні Закарпатської області за даними перепису 2001 року

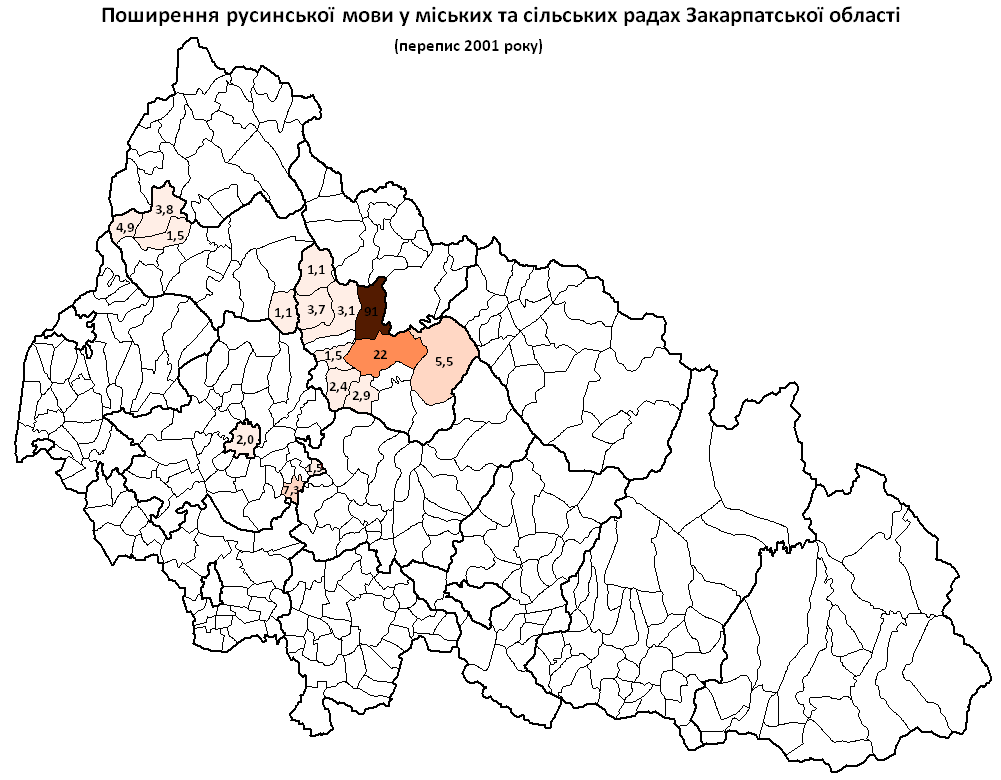
Сільради та міськради, де за переписом 2001 року русинську мову назвали рідною більше 1 % населення

Восени 2006 року Закарпатська обласна рада звернулася до Верховної Ради України із клопотанням визнати русинів на загальнодержавному рівні як окрему національність.
7 березня 2007 — Закарпатська обласна рада визнала русинів національною меншиною, а саме ухвалила рішення про внесення в перелік національностей області національності «русини» та вирішила звернутися до Верховної Ради України з проханням визнати національність русинів на загальноукраїнському рівні. Активісти ряду громадських організацій відзначають, що це рішення є поза компетенцією обласної ради.
Своїм прапором нова національність обрала триколор: синя, біла і червона смуги.
Ініціатором ухвали про русинів як окрему національність став депутат обласної ради від НСНУ Євген Жупан, за фахом дитячий лікар, а в громадському житті — голова Народної ради русинів Закарпаття. За таке рішення проголосував 71 депутат (2 — проти, 2 — утрималося) з 79 присутніх на сесії. Журналісти, присутні на сесії, відмітили, що в залі було не більше 60 депутатів.
Попри звинувачення української влади з боку деяких політичних сил у небажанні визнавати русин, як окрему національність, це питання на законодавчому рівні певною мірою врегульовано. Відповідно до Закону України «Про національні меншини в Україні», громадяни України мають право вільно обирати та відновлювати національність; примушення громадян у будь-якій формі до відмови від своєї національності не допускається (ст.11). Тобто, чинне законодавство України дає усім громадянам право ідентифікувати себе з будь-якою національністю без жодного документального підтвердження. Тим більше, що в Україні відсутні будь-які документи, якими можна було б підтвердити національну належність громадянина. Таким чином, питання щодо визначення національності до компетенції держави не належить, а є справою кожної конкретної особи. Право на вільний вибір та відновлення національності повною мірою поширюються і на русинів. Відтак у прийнятті Верховною Радою України спеціального документа, який стосувався б питання національної ідентифікації лише однієї етнонаціональної групи, потреби немає. Адже відповідно до Конституції України, громадяни мають рівні конституційні права і свободи та є рівними перед законом. Не може бути привілеїв чи обмежень за ознаками раси, кольору шкіри, політичних, релігійних та інших переконань, статі, етнічного та соціального походження, майнового стану, місця проживання, за мовними або іншими ознаками (ст.24). Щоправда, напередодні проведення Всеукраїнського перепису населення 2001 року Державний комітет статистики України не вніс до переліку національностей України національність «русини». Однак 10,2 тисяч громадян під час його проведення офіційно назвали себе «русинами», що дає підстави внести зміни відповідною постановою Кабінету Міністрів України про проведення Всеукраїнського перепису населення 2011 року, у додатках до якої визначається перелік національностей.
Водночас на цю групу населення поширюються положення Рамкової конвенції Ради Європи про захист національних меншин від 1 лютого 1995 року (ратифіковано Законом України N 703/97-ВР від 09.12.97). У Закарпатській області діє 9 русинських організацій, які мають обласний статус. При русинських громадських організаціях функціонує 27 недільних шкіл, в яких, за даними цих організацій, навчається 600 учнів. У Закарпатській області видаються газети «Подкарпатская Русь», «Підкарпатський русин» і збірник «Руснац світ». У 2007 році видано книг русинською мікромовою накладом близько 10 тис. примірників. З лютого 2007 року на Закарпатській державній телерадіокомпанії працює об'єднана редакція передач російською, русинською та ромською мовами.

## Див. також

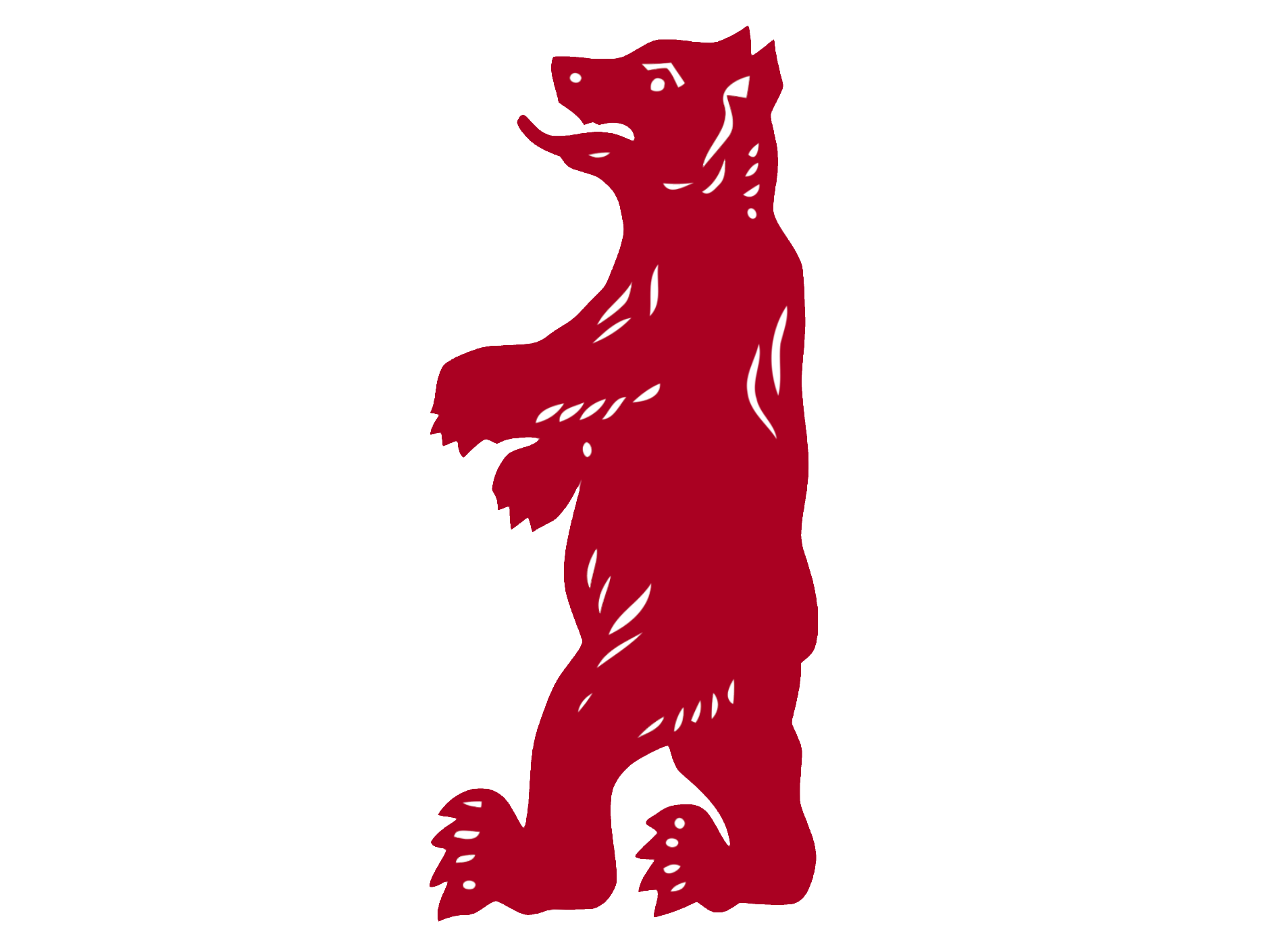
Русинський Ведмідь без заднього фону

### СРСР
Московські етнологи охоче вивчали модель культури Закарпаття, так само як інших прикордонних теренів (напр. Полісся, Криму). Співробітники московського Інституту етнології і антропології РАН стверджували, що закарпатці — це частина українського народу, бо модель культури — матеріальної, духовної, соціонормативної — у них така ж, як у решти українців[джерело?].

### Росія
Після проголошення незалежності України кілька десятків русинів звернулися за підтримкою до Інституту етнології та етнографії Російської академії наук, і його співробітники наділили групу статусом «четвертого східнослов'янського народу». В енциклопедії «Народи Росії» 1999 (рос. «Народы России») за редакцією директора московського інституту етнології та антропології сказано, що русини — це етнічна група росіян, розшифровується як «сини Русі» (рос. «сыновья Руси»). В монографії «Українці» 2000 (рос. «Украинцы») Інституту етнології та етнографії Російської академії наук сказано, що русини — це етнічнографічна група українців. В Росії проживає 225 русинів (перепис 2010), а у 2002 році їх було 95. В переписі русини були зазначені окремим етносом.[джерело?]